# 曾楚卿
曾楚卿（？—？），字元贊，号矞雲（遹雲），福建興化府莆田縣人。

## 生平
萬曆四十年（1612年）壬子科福建鄉試舉人，四十一年（1613年）联捷癸丑科進士。都察院觀政，入選庶吉士，四十四年授翰林院检讨，患病回籍調理。曾册封德藩。回京复命途中，遇到首辅叶向高，跟他说：宦侍勾萌，宫闈将变，计将安出。当时魏忠贤还未得势，叶向高听了很愕然不解。四十六年補原职，四十七年同考禮部會試，泰昌元年（1620年）十月管文官诰敕撰文，编纂章奏，天启元年（1621年）三月教习内書堂，二年（1622年）十二月升右贊善，管诰敕房，四年升司经局洗马，升左谕德，五年升詹事府少詹事，充經筵講官，六年三月升詹事兼翰林院侍读学士，充《神宗实录》副总裁官。七年正月，魏忠贤矫旨，以吏部侍郎张鼐谤议朝政，楚卿出其门下，并削籍。
崇祯改元，起为礼部右侍郎，协理詹事府事，入京陛见，陈敬天、法祖、甦民困、宽刑狱、豫邊防五事，二年加二品服俸，三年转吏部右侍郎，升左侍郎，管右侍郎事，五年进礼部尚书，协理詹事府事，与辅臣温体仁政见不和，累疏乞休，崇祯七年（1634年）回籍，八年拾遺考察，革职为民。卒年五十八。著有《棠坡集》十二卷，《曾城集》六卷，《銓署日録》二卷。。

## 家族
曾祖曾维荣。祖父曾良敏，父曾國翼，字志鹏，號愛雲，俱累贈吏部左侍郎。
子曾世袞，字长修，号东亭。天启四年（1624）举人。官至兵科给事中。永历二年（清顺治五年，即1648年），与黄石斋（道周）、曹能始（学佺）等起兵从朱继祚复兴化，兵败。遁入思明岛，赴海卒。

## 引用
1. ↑  《萬曆四十一年癸丑科進士履歷》：曾楚卿，逍雲，書二房，甲午九月十二日生。莆田县人，壬子鄉試三十六名，会试九名，三甲二百十九名。都察院政，改翰林院庶吉士，丙辰授检讨，患病，戊午補原职，己未房考，壬戌升右赞善，管诰敕房，甲子司经局洗马，升左谕德，乙丑升少占，講官，丙寅升正占，副总裁，丁卯回籍，戊辰起礼部右侍郎，协理府事，己巳加二品服俸，庚午升吏部右侍郎，升左侍郎，管右侍郎事，辛未左侍郎，壬寅升禮部尚書，协理占事府事，甲戌回籍，乙亥拾遺为民。曾祖维荣。祖良敏，累贈吏部左侍郎。父国翼，累贈吏部左侍郎。
2. ↑  《福建通志》：曾楚卿，字元赞，莆田人。万历癸丑进士，選庶吉士，授检讨。时天下承平，词臣以觞咏为娱，楚卿独下帷精讨，尝貽书枢部，劝其及时选将练兵，无蹈后悔。后皆如其言。天启初，历转詹事府詹事，册封德藩，复命，途值叶向高赴，召谓之曰：宦侍勾萌，宫闈将变，计将安出。向高为愕然，不二载，言皆验。转南京礼部侍郎，巨璫矫旨，以少宰张鼐谤议朝政，楚卿出其门，并削籍。崇祯改元，起为礼部左侍郎，陛见，陈敬天法祖、甦民困、宽刑狱、豫邊防五事，转吏部左侍郎，进礼部尚书，与辅臣温体仁枘凿，累疏乞休，卒。著有棠坡集十二卷，曾城集六卷，铨署日録二卷。

| 官衔          | 官衔                   | 官衔          |
| ------------- | ---------------------- | ------------- |
| 前任： 閔洪學 | 明朝吏部尚書 1632年 署 | 繼任： 李長庚 |